# Kraftwerk Rutenberg
Das Kraftwerk Rutenberg ist ein Kohlekraftwerk in Israel, das an der Mittelmeerküste nahe der Stadt Aschkelon im Bezirk Süd gelegen ist. Es versorgt auch den nahegelegenen Gazastreifen.

## Daten

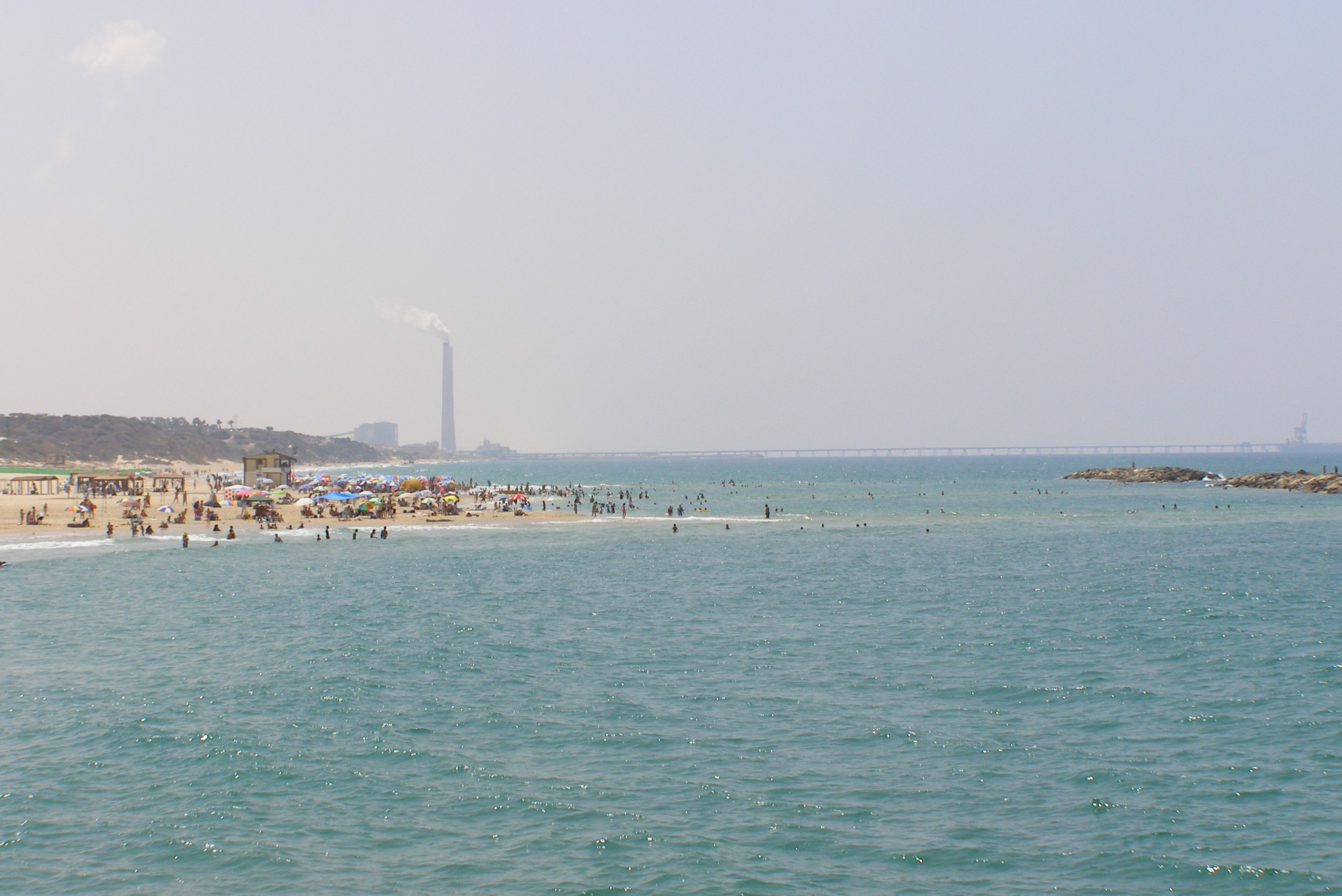
Das Kraftwerk Rutenberg mit Pier

Mit einer installierten Leistung von 2.250 MW ist es nach dem Kraftwerk Orot Rabin das leistungsstärkste Kraftwerk in Israel und dient zur Abdeckung der Grundlast. Es ist im Besitz der staatlichen Israel Electric Corporation (IEC) und wird auch von IEC betrieben. Auch im internationalen Vergleich handelt es sich um ein leistungsstarkes Kraftwerk – das Kraftwerk Niederaußem in Deutschland hat eine Gesamtleistung von 2.804 MW (zweitgrößte Leistung in Deutschland nach dem Kraftwerk Neurath); der leistungsstärkste Kernreaktor der Welt – einer der beiden baugleichen EPR am Standort Taishan – hat eine Nettoleistung von 1.660 MW.
Zusammen mit Orot Rabin bildet das Kraftwerk Rutenberg das Rückgrat der Stromversorgung in Israel. Die installierte Leistung von Rutenberg stellt fast 20 % der gesamten Erzeugungskapazität von IEC in Höhe von 13.483 MW dar (Stand Dezember 2013).
Die Jahreserzeugung schwankt leicht. Sie lag z. B. bei 16.027 GWh im Jahre 2006 und 17.652 GWh im Jahre 2007. Bezogen auf die Nennleistung ergibt ersterer Wert einen Kapazitätsfaktor von gut 81 %, zweiterer einen von etwa 89,5 %. Dementsprechend schwankt auch der Verbrauch an Steinkohle zwischen 5,583 Mio. t im Jahre 2006 und 6,289 Mio. t im Jahre 2007. Im Durchschnitt werden im Kraftwerk damit pro Tag zwischen ca. 15.000 und 17.000 t Kohle verbrannt. Rund 350 Gramm Kohle werden zur Erzeugung einer kWh elektrischer Energie in diesem Kraftwerk verbrannt oder umgekehrt, aus einem Kilogramm Kohle werden rund 10 Megajoule Strom gewonnen. Angesichts des Heizwertes von Steinkohle von durchschnittlich rund 29 Megajoule also ein Wirkungsgrad im Bereich von ca. 35 %.

## Kraftwerksblöcke
Das Kraftwerk besteht aus insgesamt vier Blöcken unterschiedlicher Leistung, die in den Jahren 1991 bzw. 2001 in Betrieb gingen. Die folgende Tabelle gibt einen Überblick:
| Block | Max. Leistung (MW) | Betriebsbeginn | Turbine      | Generator    | Dampfkessel            |
| ----- | ------------------ | -------------- | ------------ | ------------ | ---------------------- |
| 1     | 575                | 1991/11        | MAN          |              | Combustion Engineering |
| 2     | 575                | 1991/11        | MAN          |              | Combustion Engineering |
| 3     | 550                | 2001/02        | Alstom Power | Alstom Power | Babcock & Wilcox       |
| 4     | 550                | 2001/02        | Alstom Power | Alstom Power | Babcock & Wilcox       |

## Sonstiges
Das Kraftwerk ist nach Pinchas Ruthenberg benannt, einem Pionier der Elektrizitätswirtschaft in Israel.
Die Steinkohle wird per Schiff angeliefert. Das Kraftwerk verfügt deshalb über einen eigenen Pier. Da die Kühlung mittels Meerwasser erfolgt, kann es manchmal zu Problemen bis hin zur Stilllegung kommen, falls die Kühlwasserleitungen verstopfen. Quallen sind z. B. ein Problem und müssen daher ausgefiltert werden.
Durch die Nähe Aschkelons zum Gazastreifen war in der Vergangenheit insbesondere auch das Kraftwerk Rutenberg ein Hauptziel der Raketenangriffe aus dem Gazastreifen heraus, obwohl es einen Großteil des Stroms für den Gazastreifen lieferte.